# Antônio Barra Torres
Antônio Barra Torres ComRB • ComMD (Rio de Janeiro, 8 de abril de 1964) é um contra-almirante da Marinha do Brasil, médico e atual diretor-presidente da Agência Nacional de Vigilância Sanitária.

## Biografia
Antônio Barra Torres é médico, formado em medicina pela Fundação Técnico-Educacional Souza Marques, com residência em cirurgia vascular no Hospital Naval Marcílio Dias. Ingressou na Marinha em 1987 onde atuou como diretor do Centro de Perícias Médicas da Marinha e do Centro Médico Assistencial da Marinha, chegando ao posto de contra-almirante em 2015. Como civil, atuou como instrutor na Santa Casa de Misericórdia do Rio de Janeiro.
Em janeiro de 2020, foi nomeado pelo presidente Jair Bolsonaro para exercer o mandato de diretor-presidente da Agência Nacional de Vigilância Sanitária (ANVISA). Em seu mandato, foi admitido em outubro do mesmo ano por Bolsonaro à Ordem de Rio Branco e em 2023 pelo ministro da Defesa José Múcio à Ordem do Mérito da Defesa, ambas no grau de Comendador suplementar.